# Wanted Dead or Alive
För andra betydelser, se Wanted Dead or Alive (olika betydelser).
Wanted Dead or Alive är en låt av det amerikanska rockbandet Bon Jovi från deras tredje platta Slippery When Wet. Låten är skriven av Jon Bon Jovi och Richie Sambora och släpptes som tredje singel från Slippery When Wet. Låten tog sig till 7:e plats på Billboard Hot 100 och blev den tredje Top 10-hitten från Slippery When Wet.

## Låtinfo
Wanted Dead or Alive är en låt som resumerar Bon Jovis liv på turné de senaste åren. Låtens titel är inspirerad av Jon Bon Jovis beundran för gamla Vilda Western-hjältar, och hur Jon ansåg att de var hatade av alla medmänniskor. I en intervju med VH1 har Jon berättat att det till och med fanns planer på att släppa en Vilda Western-inspirerad platta under mitten av 80-talet men att dessa planer skrotades. Jon har också nämnt under en konsert 2008 att låten var mycket inspirerad av Bob Segers Turn The Page.
Wanted Dead or Alive är även låten där Jon och Richie inför den 12-strängade akustiska gitarren till hårdrocken igen. Låten skrevs nere i Richie Samboras föräldrars källare. Det var Richie själv som skrev det klassiska gitarrintrot. Richie har på senare tid antytt att Wanted Dead or Alive är hans absoluta favorit låt av alla Bon Jovis låtar.

## Musikvideo
Videon till låten är filmad helt i svart och vitt och innehåller filmat live-material från Bon Jovis turné Slippery When Wet Tour 1986 - 1987. Bland annat används material från Chicago, UIC Pavilion och Rochesters Mayo Civic Center. Videon visar livet på turné för Bon Jovi under Slippery When Wet Tour.

## Covers
Chris Richardson sjöng låten under sjätte säsongen av American Idol. Även Chris Daughtry sjöng låten under den femte säsongen av American Idol. Hans version tog sig till 43:e plats på Billboard Hot 100. 
Chris Cagle spelade in en version av låten till sin platta Anywhere But Here. 
The Slackers spelade år 2001 in en version av låten till sin platta Wasted Days.
Montgomery Gentry spelade in låten till sin platta 2001 Dancin' With Thunder.

## Liveframträdande
Wanted Dead or Alive har alltid varit en livestapel för Bon Jovi och har spelats på i princip varenda konsert sen den kom. Låten spelas alltid mot slutet av konserten bland extranumren. Live brukar Richie Sambora sjunga en del av partiet efter gitarrsolot. 1995 när låten spelades akustiskt brukade Richie sjunga en hel vers från låten. I ett flertal år har Richie alltid spelat ett akustiskt gitarrsolo men har slutat med det på senare tid. Sambora brukar alltid börja låten med en 12-strängad akustisk gitarr och brukar sedan halvvägs genom låten byta till en elgitarr.